# Guitelia vuilleti
Guitelia vuilleti är en skalbaggsart som beskrevs av Charles Oberthür 1911. Guitelia vuilleti ingår i släktet Guitelia och familjen långhorningar.
Artens utbredningsområde är:
- Ghana.
- Mali.
- Togo.

Inga underarter finns listade i Catalogue of Life.